# Татарки (Лотошинский район)
Татарки — деревня в Лотошинском районе Московской области России.
Относится к сельскому поселению Микулинское, до реформы 2006 года относилась к Микулинскому сельскому округу. По данным Всероссийской переписи 2010 года численность постоянного населения составила 12 человек (10 мужчин, 2 женщины).

## География
Расположена в северо-западной части сельского поселения, у границы Московской и Тверской областей, примерно в 26 км к северо-западу от районного центра — посёлка городского типа Лотошино, на левом берегу реки Шоши, впадающей в Иваньковское водохранилище. Соседние населённые пункты — деревня Коноплёво, а также деревни Круплянка, Нестерово и Саматово Калининского района Тверской области.

## Исторические сведения
На карте Тверской губернии 1850 года А. И. Менде — Татарка.
По сведениям 1859 года — деревня Нестеровского прихода, Татарковской волости Старицкого уезда Тверской губернии в 33 верстах от уездного города, на плато, при реке Шоше, с 52 дворами, 5 колодцами и 443 жителями (206 мужчин, 237 женщин).
В «Списке населённых мест» 1862 года Татарки — казённая деревня 2-го стана Старицкого уезда по Волоколамскому тракту в город Тверь, при безымянном ручье, с 61 двором и 443 жителями (204 мужчины, 239 женщин).
В 1886 году — 71 двор и 419 жителей (208 мужчин, 211 женщин). В 1915 году насчитывалось 77 дворов.
С 1929 года — населённый пункт в составе Лотошинского района Московской области.

## Население
| 1859 | 1886 | 2002 | 2006 | 2010 |
| ---- | ---- | ---- | ---- | ---- |
| 443  | ↘419 | ↘9   | ↘7   | ↗12  |